# 当業者
特許法において、当業者（とうぎょうしゃ、a person skilled in the art、a person having ordinary skill in the art）とは、発明が属する技術分野の通常の知識を有する架空の人物をいう。発明の進歩性の判断、明細書の実施可能要件の判断、均等論の置換容易性の判断の基準となる。
当業者が先行技術に基づき容易になし得たものではない発明は、進歩性があるとされる。また、当業者が発明の実施をすることができる程度に十分に記載された明細書は、実施可能要件を満たすとされる。さらに、当業者が容易に推考し得た置換は、置換容易性を満たすとされる。
これら三つの場面に登場する当業者は、たとえ同一の技術分野の当業者であったとしても、同一の水準の当業者とは限らない。一般に、進歩性の判断の基準となる当業者は高い水準の知識を有し、実施可能要件の判断の基準となる当業者や置換容易性の判断の基準となる当業者はそれより低い水準の知識を有するとされる。
また、異なる技術分野の当業者を比較することはそもそも困難であるが、技術分野によって当業者の水準が異なることもあり得る。
均等論の適用を認めない国では、当然、置換容易性の判断の基準となる当業者は考慮しない。